# 1878 год в литературе

## Книги
- «Анна Каренина» — роман Льва Толстого.
- «Безотцовщина» — пьеса Антона Чехова.
- «Бесприданница» — пьеса Александра Островского.
- «Путешествие Беньямина Третьего» — роман еврейского писателя Менделе Мойхер-Сфорима.
- «Пятнадцатилетний капитан» — роман Жюля Верна.
- «Открытие Земли» — роман Жюля Верна.
- «Очень коротенький роман» — рассказ русского писателя, поэта, критика Всеволода Михайловича Гаршина
- «Без семьи» — роман Гектора Мало.
- «Шесть к одному» — роман Эдуарда Беллами.
- «Равенна» — поэма Оскара Уайльда.
- «Отель с привидениями» — мистический роман Уилки Коллинза.
- «Страницы любви» — восьмой роман из двадцатитомной серии «Ругон-Маккары» Эмиля Золя.
- «Семья Кайдаша» («Кайдашева сім'я») — повесть Ивана Нечуй-Левицкого.
- «Анти-Дюринг» — трактат Фридриха Энгельса.
- «Тунеядцы Нового Моста» — роман Гюстава Эмара.

## Награды
- Премия Ньюдигейта (Приз сэра Роджера Ньюдигейта) — поэма «Равенна» Оскара Уайльда.

## Родились
- 5 января — Эмиль Гарляну, румынский писатель, журналист, сценарист, драматург (ум. 1914).
- 11 января — Захария Барсан, румынский писатель, поэт, драматург (ум. 1948).
- 20 января — Карл Германович Дишлер, латышский прозаик и поэт (ум. 1954).
- 30 января — Василий Алексеевич Десницкий, русский революционный деятель, советский литературовед (умер в 1958).
- 30 января — Антон Хансен Таммсааре, эстонский писатель, представитель критического реализма (ум. 1940.
- 4 марта — Арисима Такэо, японский писатель (ум. 1923).
- 10 апреля — Эдуард Шторх, чешский писатель и педагог, автор исторических романов (ум. в 1956).
- 8 мая — Надежда Константиновна Кибальчич, украинская писательница, поэтесса, переводчик (ум. 1914).
- 6 июня — Александр Сергеевич Глинка, русский журналист, публицист, критик и историк литературы (ум. 1940).
- 12 июня — Джеймс Оливер Кервуд, американский прозаик и защитник окружающей среды, автор приключенческой литературы (ум. 1927)
- 5 ноября — Михаил Петрович Арцыбашев, русский писатель (умер в 1927).

## Умерли
- 4 апреля — Баудиссин, Вольф Генрих, немецкий писатель и переводчик (род. в 1879).
- 4 апреля — Василий Алексеевич Слепцов, русский писатель (родился в 1836).
- 27 июня — Уитман, Сара Хелен, американская поэтесса, возлюбленная Эдгара Аллана По (родилась в 1803)
- 12 июля — Гавриил Николаевич Жулёв, русский поэт-юморист, драматург, актёр (родился в 1836).
- 9 октября — Эжен Вермерш, французский поэт, писатель и журналист; один из деятелей Парижской коммуны (родился в 1845).
- 22 ноября — Пётр Андреевич Вяземский, русский поэт и литературный критик (родился в 1792).
- 10 декабря — Шарль Дюпон-Вайт, французский писатель, публицист (родился в 1807).
- 27 декабря — Георг фон Дигеррн, немецкий поэт-лирик и писатель-новеллист (родился в 184).